# 그랑디디에땃쥐텐렉
그랑디디에땃쥐텐렉(Microgale grandidieri)은 텐렉과에 속하는 포유류의 일종이다. 마다가스카르섬 서부와 남서부 지역의 건조림에서 발견되는 종이다. 이 개체군은 이전에 짧은꼬리땃쥐텐렉의 아종으로 간주했지만, 2009년에 형태학적 차이와 DNA 염기 서열 분석 등에 기초하여 별도의 종으로 분리되었다.